# Ars Magna 〜大いなる作業〜
『Ars Magna 〜大いなる作業〜』はジギタリスが2010年5月12日に TEAM Entertainment Inc. よりリリースした1枚目のアルバム。ジギタリスとしては3枚目のアルバムである。作詞はボーカルの山本美禰子。作曲、編曲はジギタリス。タイトルにあるアルス・マグナは錬金術における秘術のことを指しており、このアルバムは錬金術をテーマにした幻想的な歌曲集である。

## 収録曲
1. アルケミスト - 5:19
2. 青い太陽 - 4:40
3. ウロボロス - 4:47
4. ラピスラズリ-黒い石の夢- - 4:58
5. sephira - 1:40
6. 黄金の花-padma- - 5:21
7. 幻想ヴァルキュリア - 4:23
8. ケルビム - 3:56
9. 真の名前 - 3:26
10. 愚者の行進 - 5:47
11. 問い-言葉無き叫び- - 4:49